# Eisenbahnviadukt Hornberg
Der Hornberger Eisenbahnviadukt ist eine 1924 bis 1925 errichtete Gewölbebrücke der Badischen Schwarzwaldbahn und überspannt das Reichenbachtal in Hornberg. Es ist der einzige Viadukt der Schwarzwaldbahn.
Der Viadukt ist 150 m lang, 24 m hoch und besitzt sieben Bögen von je 14,50 m lichter Weite, die auf sechs Pfeilern und zwei mächtigen Widerlagern ruhen. Es besteht aus etwa 14.000 m³ Beton und ist mit etwa 3800 m³ Granitsteinen verkleidet. Durch den Bau konnte eine alte, zwischen 1869 und 1871 errichtete zweigleisige Stahlbrücke ersetzt und die Gleisanlagen auf drei Gleise erweitert werden. Dies wurde durch den zunehmenden Verkehr und den Einsatz schwererer Lokomotiven notwendig.

## Literatur

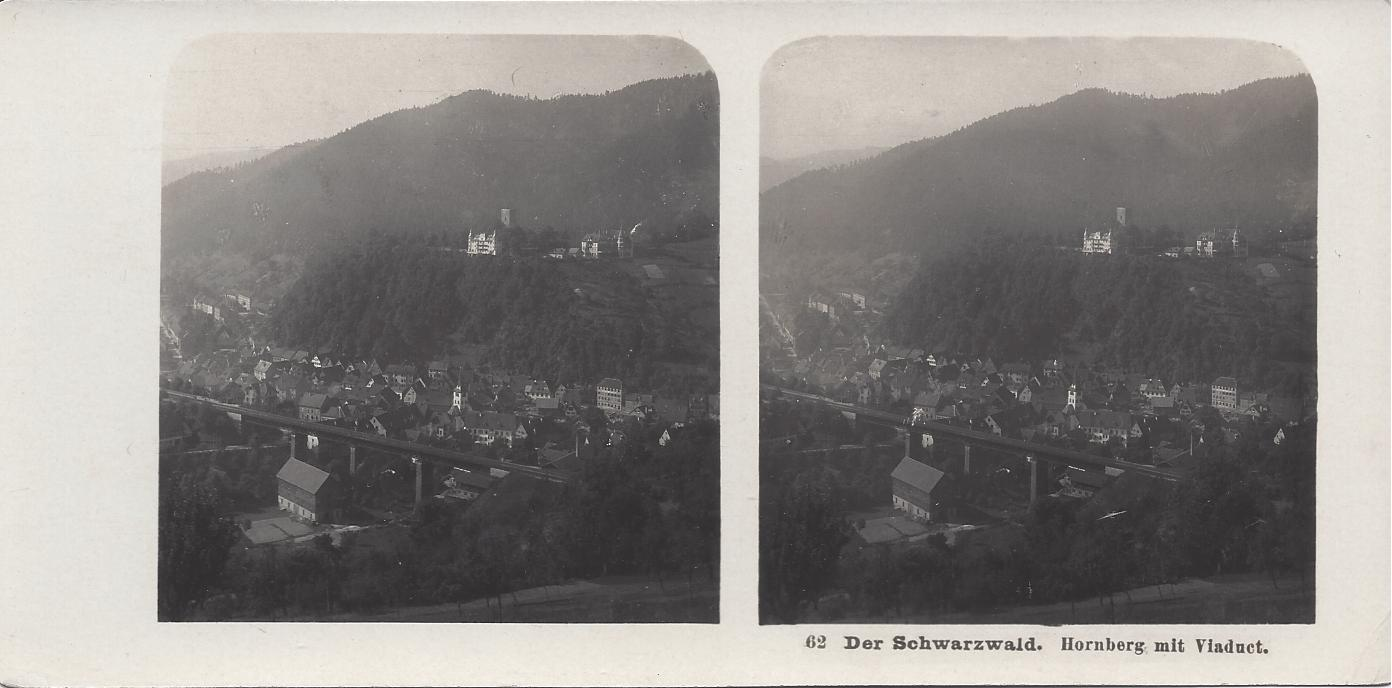
Ehemalige Stahlbrücke (1904)